# ضوء المعالي شرح بدء الأمالي
ضوء المعالي شرح بدء الأمالي أو ضوء المعالي لبدء الأمالي أو ضوء المعالي على منظومة بدء الأمالي هو كتاب للعلامة المحدث الملا علي القاري (ت. 1014هـ) من الكتب اليسيرة السهلة في بيان عقيدة أهل السنة، وضعه شرحاً على منظومة «بدء الأمالي»، المعروفة بالقصيدة اللامية، أو، قصيدة يقول العبد في التوحيد. وهي قصيدة لامية مشهورة في أصول الدين للعلامة سراج الدين علي بن عثمان الأوشي الفرغاني الحنفي (ت. 575هـ)، وهي ستة وستون بيتا، وقد تلقَّاها العلماء بالقبول، وأقبلوا عليها بالشرح. ويُعد «ضوء المعالي» من الشروح المتوسطة لقصيدة «بدء الأمالي»، فليس هو بالموجز شديد الإيجاز، ولا بالمسهب شديد الإسهاب. وعادة العلامة القاري فيه أنه يبدأ بشرح المفردات، وبيان المراد منها، ثم يشرح المسألة مستفيداً من بعض مَن سبقه من الشُّرّاح، ويُبيّن إعراب الكلمات، ويُحللها التحليل النحوي، ويأتي بالأحاديث المتعلقة بالمسألة التي يقف عندها.